# Galocha

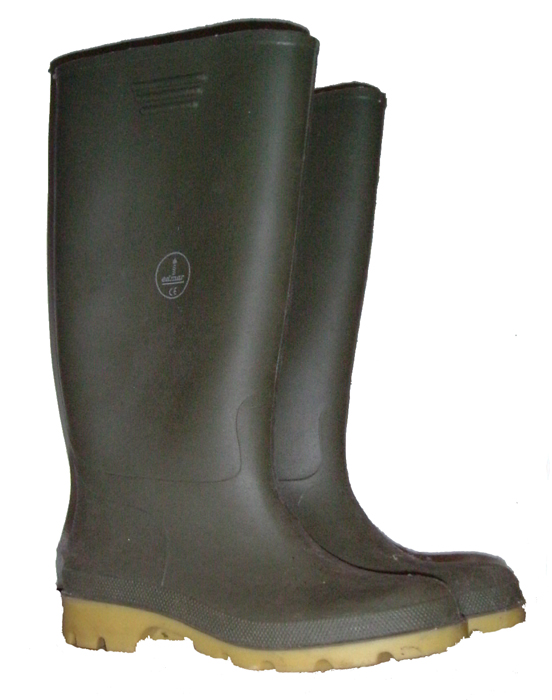
Par de galochas

Galocha é uma bota de borracha que se calça para proteger os pés do contacto com a água, preservando-os da umidade. Em algumas regiões, mediante o desuso e o declínio das antigas galochas, o termo passou a designar qualquer tipo de calçado, mais precisamente de bota, feito de borracha ou outro material impermeável e sem cadarços, para proteger da chuva ou da umidade. São voltadas principalmente para o uso em diferentes atividades profissionais, oferecendo proteção reforçada contra condições adversas de tempo, acidentes e outros.